# Bara-Malagasi
Bara-Malagasi is een Austronesische taal van de groep der Malagasitalen, die wordt gesproken door de Bara in de Afrikaanse eilandenstaat Madagaskar in de Indische Oceaan.

## Taalgebied
Het Bara-Malagasi heeft een klein taalgebied ten zuidwesten van de nationale hoofdstad Antananarivo. Het gebied wordt begrensd door Plateaumalagasi- (noorden, oosten, zuiden) en Sakalava-Malagasitalige (westen) gebieden.

## Geschiedenis
In 2005 werd duidelijk dat de taal die toen "Malagasi" werd genoemd (met SIL-code MEX en ISO 639-2 mlg), vier verschillende talen behelsde. Het Bara-Malagasi splitste zich af, net zoals het Noordelijk- en Zuidelijk-Betsimisaraka-Malagasi, deze drie talen werden als aparte talen erkend en wat overbleef was de standaardtaal, nu bekend als Plateaumalagasi.

## Verwantschap met andere talen en woordenschat
69% van de woordenschat komt ruwweg overeen met die van het Merina, een dialect van het Plateaumalagasi en tevens de officiële vorm van het Plateaumalagasi als officiële taal van Madagaskar.

## Verspreiding van de sprekers
- Madagaskar: 500 000; 6de plaats, 7de volgens totaal aantal sprekers